# Rząd Josefa Kempnego i Josefa Korčáka
Rząd Josefa Kempnego i Josefa Korčáka – rząd Czeskiej Republiki Socjalistycznej pod kierownictwem Josefa Kempnego, powołany i zaprzysiężony 29 września 1969, składający się z przedstawicieli Komunistycznej Partii Czechosłowacji. 28 stycznia 1970 Josef Kempný został odwołany ze stanowiska premiera. Powołano na to stanowisko Josefa Korčáka. Rząd urzędował do 9 grudnia 1971.

## Skład rządu[1]
| Stanowisko                               | Minister          | Ugrupowanie | Okres urzędowania                       |
| ---------------------------------------- | ----------------- | ----------- | --------------------------------------- |
| Premier                                  | Josef Kempný      | KSČ         | 29 września 1969 - 28 stycznia 1970     |
| Premier                                  | Josef Korčák      | KSČ         | 28 stycznia 1970 - 9 grudnia 1971       |
| Wicepremier                              | Antonín Červinka  | KSČ         | od 29 września 1969                     |
| Wicepremier                              | Ladislav Adamec   | KSČ         | od 29 września 1969                     |
| Wicepremier                              | Stanislav Rázl    | KSČ         | od 29 września 1969                     |
| Minister finansów                        | Leopold Lér       | KSČ         | od 29 września 1969                     |
| Minister spraw wewnętrznych              | Josef Grösser     | KSČ         | 29 września 1969 - 23 października 1970 |
| Minister spraw wewnętrznych              | Josef Jung        | KSČ         | 23 października 1970 - 9 grudnia 1971   |
| Minister przemysłu                       | Josef Šimon       | KSČ         | 29 września 1969 - 3 stycznia 1971      |
| Minister przemysłu                       | Oldřich Svačina   | KSČ         | 3 stycznia 1969 - 9 grudnia 1971        |
| Minister handlu                          | Štěpán Horník     | KSČ         | od 29 września 1969                     |
| Minister sprawiedliwości                 | Jan Němec         | KSČ         | od 29 września 1969                     |
| Minister pracy i spraw socjalnych        | Emilian Hamerník  | KSČ         | od 29 września 1969                     |
| Minister transportu                      | Josef Starý       | KSČ         | od 29 września 1969                     |
| Minister rolnictwa i żywności            | Josef Černý       | KSČ         | 29 września 1969 - 3 stycznia 1971      |
| Minister rolnictwa i żywności            | Václav Svoboda    | KSČ         | 11 lutego 1971 - 9 grudnia 1971         |
| Minister zdrowia                         | Vladislav Vlček   | KSČ         | 29 września 1969 - 11 lutego 1971       |
| Minister zdrowia                         | Jaroslav Prokopec | KSČ         | 11 lutego 1971 - 9 grudnia 1971         |
| Minister szkolnictwa                     | Jaromír Hrbek     | KSČ         | 29 września 1969 - 8 lipca 1971         |
| Minister szkolnictwa                     | Josef Havlín      | KSČ         | 8 lipca 1969 - 9 grudnia 1971           |
| Minister leśnictwa i gospodarki wodnej   | Ladislav Hruzík   | KSČ         | od 29 września 1969                     |
| Minister kultury                         | Miloslav Brůžek   | KSČ         | od 29 września 1969                     |
| Minister przemysłu budowlanego           | František Toman   | KSČ         | 29 września 1969 - 16 kwietnia 1970     |
| Minister przemysłu budowlanego           | František Šrámek  | KSČ         | 16 kwietnia 1970 - 9 grudnia 1971       |
| Minister budownictwa i techniki          | Karel Löbl        | KSČ         | od 29 września 1969                     |
| Minister poczty i telekomunikacji        | Růžena Urbánková  | KSČ         | od 29 września 1969                     |
| Minister planowania                      | Stanislav Rázl    | KSČ         | od 29 września 1969                     |
| Minister bez teki                        | Antonín Pospíšil  | KSČ         | od 29 września 1969                     |
| Przewodniczący Komitetu Ludowej Kontroli | Josef Machačka    | KSČ         | 3 stycznia 1971 - 9 grudnia 1971        |